# Pèsol d'Angola
El pèsol d'Angola (Cajanus cajan) és una planta tropical perenne o cultivada com a anual, comestible dins la família de les fabàcies.

## Cultiu
Fa com a mínim uns 3.000 anys que es va cultivar per primera vegada aquesta planta. El seu centre d'origen probablement es troba a l'Àsia d'on va ser portat a l'Àfrica oriental i per part dels esclaus a Amèrica. Actualment el pèsol d'Angola es cultiva àmpliament en les zones tropicals i subtropicals de tot el món 

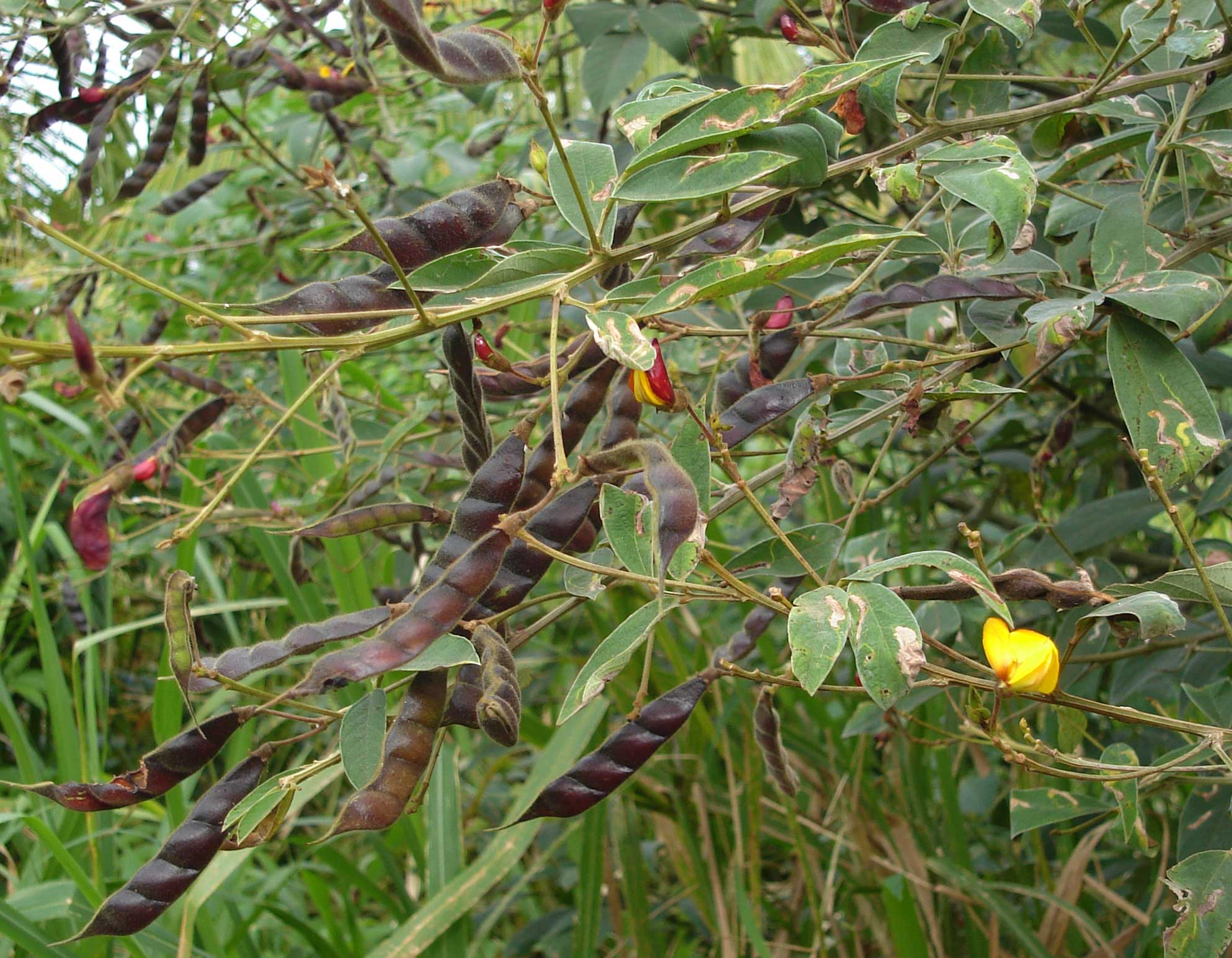
El pèsol d'Angola cultivat com a perenne pot arribar a la mida d'un arbre petit.

Es pot conrear en secà en zones tropicals semiàrides. Les principals zones productores són el subcontinent indi, l'Àfrica oriental i Amèrica central. Es cultiva com conreu únic o amb cultiu associat amb cereals com sorgo, Pennisetium glaucum o blat de moro o amb altres lleguminoses com són els cacauets. Com altres fabàcies, el pèsol d'Angola enriqueix els sòls per la fixació del nitrogen.
Es cultiva molt en terres marginals com a recurs en agricultors pobres. Tradicionalment era un cultiu de llarga durada (de 5 a 11 mesos) però recentment s'han desenvolupat varietats de cicle molt més curt (3 mesos). Els rendiments són baixos, uns 700 kg/ha de llavors però la recerca científica i la cura en el conreu tracta d'augmentar-ho.
És una espècie molt resistent a la secada i pot créixer en zones a partir d'una pluviometria anual de 650 litres.
La producció mundial s'estima que és de 46,000 km². El 82% del total es cultiva a l'Índia.

## Ús

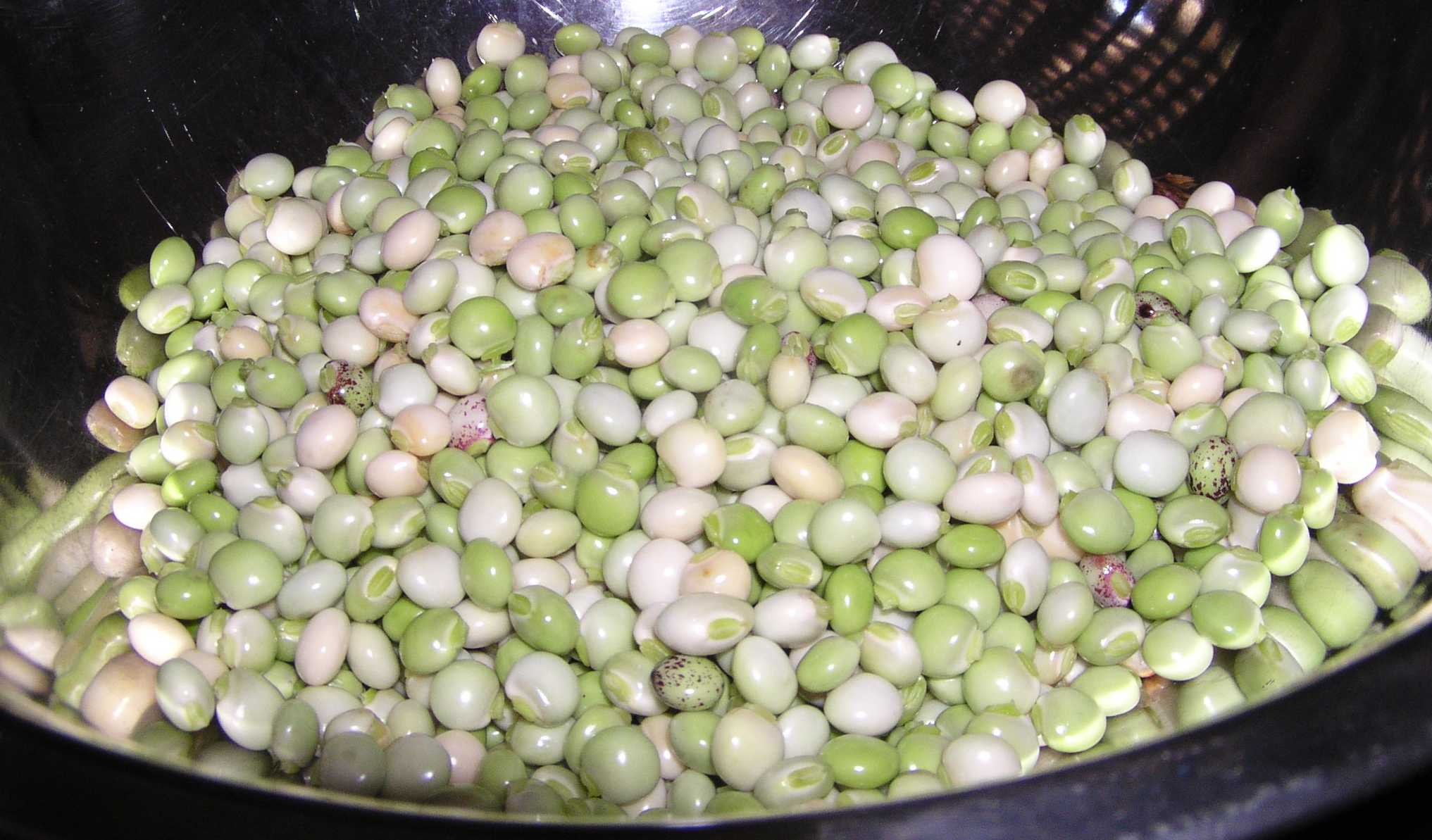
Pèsols d'Angola de Trinitat i Tobago

Es fa servir d'aliment humà (llavors seques, farina o llavor verda) i com a farratge i adob verd. Té un alt contingut de proteïna i els aminoàcids importants metionina, lisina, i triptòfan. Combinada amb cereals és un equilibrat aliment per als humans. Se'n fan germinar els brots i així és més digerible.
Moro de guandules és un aliment tradicional de la República Dominicana fet amb llavors de pèsol d'Angola i arròs. També a Puerto Rico es fa arroz con gandules.
A Tailàndia, el pèsol d'Angola es fa servir per alimentar les cotxinilles que produeixen la laca.

## Patògens
- Phytophthora cajani